# Alessandro Nanni
Alessandro Nanni (Tempio Pausania, 1890 – Olbia, 1964) è stato un sindacalista, politico e pittore italiano, Sindaco di Olbia dal 1952 al 1956 e Consigliere regionale della Sardegna dal 1957 al 1961.

## Biografia

### Formazione familiare e culturale
Alessandro Nanni nasce a Tempio Pausania da padre emiliano, trasferito in Sardegna per svolgervi il lavoro di carbonaio, e madre sarda. Studia al seminario di Nuoro e svolge per breve tempo la professione di maestro elementare a Cugnana. Si sposa nel 1911 con una donna olbiese e, nello stesso anno, emigra negli Stati Uniti, lasciando la moglie in attesa del primo figlio.
Sbarca a New York il 19 maggio del 1911, a bordo della nave San Giovanni, partita da Napoli e si mette a fare il predicatore. Rientrato poco dopo a Olbia, apre prima un negozio di salumi e generi coloniali, poi una pescheria all’ingrosso, proprio di fronte al porto.

### Attività sindacale e militanza antifascista
Il contatto con i lavoratori portuali e la sua vocazione predicatoria lo avviano al sindacalismo e alla politica. Entra nel Partito Socialista Italiano, fonda la compagnia di lavoratori Corridoni e la camera del lavoro cittadina. In tale contesto, Nanni si pone alla guida della massa dei portuali olbiesi, dei carriolanti, degli spedizionieri ma anche dei contadini, dei commercianti e dei piccoli imprenditori che gravitano intorno al porto.
Insieme ai gruppi laici e sociali, già rappresentati dal sindaco socialista Antonio Sotgiu e dal deputato radicale Giacomo Pala, Nanni pone la questione portuale olbiese come centrale perché divenga lo sbocco naturale del suo hinterland produttivo, battendosi per l'ammodernamento del suo scalo marittimo e, soprattutto, per riportarvi l'approdo del piroscafo postale che era stato spostato a Golfo Aranci nel 1883. A tal fine, giunge a mobilitare la folla che, inferocita, si mette a sradicare un tratto dei binari della ferrovia proveniente da Golfo Aranci per boicottarne l'approdo. Sinché, dopo una trionfale manifestazione in Piazza Regina Margherita, si giunge al risultato desiderato, con l’arrivo del primo piroscafo di linea, il 29 gennaio 1920.
La mobilitazione delle masse lavoratrici olbiesi rende la cittadina impermeabile al fascismo anche dopo la marcia su Roma, se si eccettua la cerchia ristretta dei notabili e possidenti locali. Sono costoro che si mettono in contatto con i fascisti di Civitavecchia e che organizzano una vera e propria spedizione punitiva. Il 3 dicembre 1922, 118 squadristi armati, sbarcano dal piroscafo “Tocra” per malmenare e “purgare” con l'olio di ricino militanti socialisti e democratici. Si recano subito al porto per costringere i lavoratori a partecipare alla manifestazione fascista e purgare chi li comandava ma Nanni fugge, e fortunatamente, si rende irreperibile.
Nel 1935, Nanni è schedato dal regime per i suoi “movimenti sospetti” e, in un rapporto del 1937 lo si segnala per una presunta introduzione dalla Corsica di stampati sovversivi. Sicuramente, nel medesimo anno, fa traghettare clandestinamente in Corsica il GL Dino Giacobbe, chiamato da Emilio Lussu a combattere in Spagna. Conosce per ben 28 volte il rigore della prigionia o dell'arresto. Per la sua barba, è anche dileggiato dagli attivisti del Partito fascista, al canto di questa strofa: “Con la barba di Nanni farem gli spazzolini, per lucidar le scarpe a Benito Mussolini”.

### Dopoguerra
Dopo lo sgombero dell’isola da parte dei tedeschi (settembre 1943), Alessandro Nanni entra a far parte del Comitato di concentrazione antifascista di Olbia. Il prefetto nomina Sindaco l’avv. Paolo Sensini, un “forestiero” dello stesso partito di Nanni, ma i fascisti riscuotono ancora notevoli consensi, in Sardegna. Nell'aprile del 1945, in un comizio ad Arzachena, gli organizzano un'accoglienza durissima, con armi alla mano, esplosioni di bombe, urla di dissenso.
Le prime amministrative del dopoguerra, a Olbia, nel 1946, sono vinte dalla Democrazia Cristiana, con il 42,5% dei voti e 24 seggi su 30. La “Lista del Popolo” (comunisti e socialisti) ottiene solo il 25,5% e 6 seggi. Ma, negli anni successivi, le sinistre guadagnano progressivamente terreno, proprio grazie all’indefessa azione rivendicativa politico-sindacale di Nanni, divenendo il punto di riferimento di ampi strati popolari. Nelle successive elezioni del 1952, infatti, la lista della sinistra unita ottiene il 30,9% dei suffragi, superando la DC. Alessandro Nanni è eletto Sindaco dal Consiglio comunale con 18 voti sui 27 votanti.
La nuova amministrazione, però, si trova a governare una città nella quale la stragrande maggioranza della popolazione è ridotta al limite della miseria: centinaia di famiglie sono senza tetto o alloggiate in abitazioni ancora lesionate dalla guerra, la situazione igienica è assolutamente penosa e le attrezzature civili (acquedotto, scuole, ospedale) totalmente inadeguate. In tale situazione, le opposizioni – che rappresentano la ristretta cerchia dei possidenti e delle famiglie benestanti – hanno buon gioco a scatenare campagne di stampa contro il sindaco e ad attaccare violentemente l'amministrazione di sinistra.
Nel 1956, al rinnovo dell'amministrazione, la Democrazia Cristiana torna al potere, anche se Nanni risulta il candidato che consegue il maggior numero di preferenze. L'anno successivo, l'anziano socialista si presenta alle consultazioni regionali e viene eletto consigliere all'assemblea cagliaritana. Siede al consiglio regionale sino alla scadenza del mandato (1961) ma non è più protagonista; deluso dal trattamento riservatogli, lascia il partito dove aveva militato per quasi mezzo secolo e si iscrive al gruppo consiliare del Partito Sardo d'Azione.
Trascorre gli ultimi anni dedicandosi alla pittura. Muore a 74 anni nel 1964. Olbia gli ha dedicato un grande viale, al limitare del porto.